# Deportivo Saprissa
Deportivo Saprissa – kostarykański klub piłkarski z siedzibą w stołecznym mieście San José. Występuje w rozgrywkach Primera División. Domowe mecze rozgrywa na obiekcie Estadio Ricardo Saprissa Aymá.
Założony w 1935 roku. Jest rekordzistą pod względem liczby zdobytych tytułów mistrza Kostaryki – od chwili debiutu w pierwszej lidze Deportivo Saprissa zdobyło mistrzostwo 40 razy. Początkowo klub nosił nazwę Saprissa FC, zespołem pierwszoligowym został 21 sierpnia 1949.

## Osiągnięcia

### Krajowe
- Primera División

| zwycięstwo (40):     | 1952, 1953, 1957, 1962, 1964, 1965, 1967, 1968, 1969, 1972, 1973, 1974, 1975, 1976, 1977, 1982, 1988, 1989, 1994, 1995, 1998, 1999, 2004, 2006, 2007, 2007 (I), 2008 (V), 2008 (I), 2010 (V), 2014 (V), 2014 (I), 2015 (I), 2016 (I), 2018 (C), 2020 (C), 2021 (C), 2022 (A), 2023 (C), 2023 (A), 2024 (C) |
| drugie miejsce (19): | 1950, 1955, 1958, 1959, 1961 (A), 1963, 1966, 1970, 1971, 1984, 1991, 1992, 1997, 2000, 2003, 2017 (V), 2018 (A), 2019 (C), 2021 (A) |

- Copa de Costa Rica

| zwycięstwo (6):     | 1950, 1960, 1963 (P), 1970, 1972, 2013  |
| drugie miejsce (6): | 1954, 1961, 1963 (GM), 1967, 2014, 2023 |

- Supercopa de Costa Rica

| zwycięstwo (4):     | 1963, 1976, 2021, 2023 |
| drugie miejsce (2): | 2020, 2024             |

- Recopa de Costa Rica

| zwycięstwo (1):     | 2023 |
| drugie miejsce (1): | 2024 |

### Międzynarodowe
- Puchar Mistrzów CONCACAF

| zwycięstwo (3):     | 1993, 1995, 2005 |
| drugie miejsce (2): | 2004, 2008       |

- Copa Interclubes UNCAF

| zwycięstwo (5):     | 1972, 1973, 1978, 1998, 2003             |
| drugie miejsce (7): | 1971, 1974, 1996, 1997, 2001, 2004, 2007 |

- Liga CONCACAF

| zwycięstwo (1):     | 2019 |
| drugie miejsce (1): | 2020 |

- Copa Interamericana

| zwycięstwo (0):     | –          |
| drugie miejsce (2): | 1994, 1997 |

- Klubowe Mistrzostwa Świata

| trzecie miejsce (1): | 2005 |

## Aktualny skład
Stan na 1 lutego 2023.
| Nr | Poz. | Piłkarz           |
| -- | ---- | ----------------- |
| 1  | BR   | Kevin Chamorro    |
| 2  | NA   | Christian Bolaños |
| 3  | OB   | Pablo Arboine     |
| 4  | OB   | Kendall Waston    |
| 6  | PO   | Jaylon Hadden     |
| 7  | PO   | Jefry Valverde    |
| 8  | PO   | David Guzmán      |
| 9  | NA   | Javon East        |
| 10 | PO   | Marvin Angulo     |
| 11 | PO   | Álvaro Zamora     |
| 12 | OB   | Ricardo Blanco    |
| 13 | BR   | Aarón Cruz        |
| 14 | NA   | Ariel Rodríguez   |
| 18 | BR   | Esteban Alvarado  |

| Nr | Poz. | Piłkarz                  |
| -- | ---- | ------------------------ |
| 19 | OB   | Ryan Bolaños             |
| 20 | PO   | Mariano Torres (kapitan) |
| 21 | OB   | Fidel Escobar            |
| 22 | PO   | Youstin Salas            |
| 23 | NA   | Luis Paradela            |
| 24 | NA   | Orlando Sinclair         |
| 26 | NA   | Julen Cordero            |
| 27 | PO   | Emanuel Carvajal         |
| 28 | OB   | Gerald Taylor            |
| 30 | PO   | Ulises Segura            |
| 31 | NA   | Fabricio Alemán          |
| 32 | NA   | Jeaustine Monge          |
| 40 | BR   | Abraham Madriz           |
| 41 | NA   | Warren Madrigal          |